# Autoportrait en enfant prodigue dans l'auberge
Le Couple heureux (ou Le Fils prodigue à la taverne, ou Homme dilapidant son héritage ou Rembrandt et Saskia dans la parabole du fils prodigue, ou Le Fils prodigue dans un bordel) est une peinture à l'huile sur toile (161 × 131 cm), réalisée en 1636 par le peintre de l'Âge d'or de la peinture néerlandaise Rembrandt. Son sujet est la parabole du fils prodigue (Luc 15:11-32), avec Rembrandt et sa femme Saskia comme modèles.
Elle est conservée à la Gemäldegalerie Alte Meister de Dresde.

## Histoire
Le tableau est acquis en 1749 par l'intermédiaire du marchand d'art parisien Noël Araignon pour l'électeur Friedrich August II de Saxe. Pendant la Seconde Guerre mondiale, il est déplacé au château d'Albrechtsburg à Meissen, puis dans le tunnel ferroviaire près de Rottwerndorf (Pirna) avec d'autres œuvres de la collection. À partir de juillet 1945, les fonds du musée de Dresde sont transportés en Union soviétique. Ils doivent servir de compensation pour les pertes de guerre des musées soviétiques. Ce n'est qu'en 1955 que le gouvernement soviétique ordonne la restitution des collections de Dresde. Avant la cérémonie de réouverture de la galerie Semper reconstruite le 3 juin 1956, des peintures - dont le double portrait de Rembrandt - sont d'abord exposées au musée des Beaux-Arts Pouchkine de Moscou, puis à la Alte Nationalgalerie de Berlin.

## Description
Le tableau est également connu sous le nom d'Autoportrait avec Saskia : Rembrandt se prend lui-même et sa jeune épouse Saskia, qu'il épousa en 1634, comme modèles. Il se présente comme un jeune homme richement vêtu, avec une moustache, assis dans une auberge, qui regarde par-dessus son épaule gauche dans la direction du spectateur, dans les yeux de manière provocante, et porte un toast. Il porte une veste rouge à manches bouffantes et un béret de velours avec coiffe de plumes. Une épée pend à sa ceinture. Il tient un verre de bière dans sa main droite levée haut, tandis que sa main gauche repose sur le dos de la femme, qui est assise sur ses genoux, se tournant et regardant le spectateur. Saskia est dépeinte comme une prostituée qui s'accommode des banales avances d'un visiteur : elle s'assoit sur ses genoux et lui permet de saisir sa taille, les fesses pulpeuses affichées par derrière comme s'il pouvait les caresser à tout moment. La femme est richement parée de bijoux en perles aux oreilles et dans les cheveux. Un gâteau en forme de paon, une assiette et un couteau se trouvent sur la table derrière le couple. Une ardoise encadrée est accrochée au mur en haut à gauche.
Les deux personnages sont élégamment vêtus, lui « à l'autrichienne », avec un grand chapeau à plumes, elle dans une robe de soie brodée. Il a été suggéré que le peintre voulait aussi donner une représentation de sa propre situation de vie avec l'œuvre, qui est devenue relativement extravagante à cette époque avec la dot de Saskia et d'importantes commandes pour Rembrandt.
La toile est signée REMBRANDT F.

## Sujet
La peinture a probablement été réalisée entre 1634 et 1638. Elle est initialement disposée en format paysage et conçue comme l'une des scènes typiques de taverne hollandaise (ou de maison close) avec plusieurs personnes. En 1638, Rembrandt la retravaille, recadre le bord gauche, repeint sur une joueuse de flûte nue, et la modifie en un double portrait, ouvrant de nouvelles possibilités d'interprétation. On ne sait pas encore pourquoi Rembrandt a fait ces changements, peut-être afin d'éliminer certains personnages secondaires et focaliser l'attention uniquement sur les personnages centraux, mais cela peut aussi simplement pour obtenir le format souhaité par le client.
La parabole du Nouveau Testament du fils prodigue parle d'un père qui a deux fils. Le fils cadet réclame son héritage, le dilapide, puis revient repentant, mais est néanmoins pardonné par son père, au grand dam du fils aîné. La peinture représente le moment de l'histoire où le jeune homme dilapide l'héritage paternel. L'histoire constitue un thème artistique depuis le XIe siècle, souvent raconté dans des cycles de représentations. Dans la peinture des XVIe et XVIIe siècles, elle devient un thème récurrent et varié, illustrant à la fois la vie dissolue et le retour dans la maison paternelle du fils,. Le thème était très populaire dans les Pays-Bas protestants au XVIIe siècle, en raison de la double morale dont il émane : d'une part le rejet d'une vie pécheresse, d'autre part la miséricorde pour ceux qui font preuve d'un repentir sincère.
Le thème de l'enfant prodigue est dépeint de manière singulière, notamment par le choix d'un événement précis et non évident de la parabole, le moment où le personnage principal se précipite avec insouciance et gaieté dans ses richesses. Il s'expose à plusieurs vices, notamment la boisson et les femmes de petite vertu. La morale de l'œuvre est soulignée par des symboles tels que le paon, qui représente la Vanité et la richesse éphémère.
Rembrandt s'est attaqué au sujet toute sa vie. Un an après le double portrait de 1635, il réalise une eau-forte représentant la rencontre entre le père et le fils devant le portail de la maison paternelle, sur le thème de l'instant du retour. Au total, six dessins ont survécu, toujours sur le thème de l'instant du retour, jusqu'à son tableau Le Retour du fils prodigue, qu'il achève l'année de sa mort et qui est maintenant conservé au musée de l'Ermitage à Saint-Pétersbourg. Ils sont une indication de l'intensité avec laquelle Rembrandt a traité cette parabole biblique sur une période de 30 ans.
La relation du thème à la parabole du fils prodigue n'a été acceptée qu'au XXe siècle. Au XVIIIe siècle, l'œuvre figurait encore dans la collection d'Auguste III de Pologne, électeur de Saxe, sous le titre Officier assis caresse une dame et lève un verre de bière. Plus tard, elle a été qualifiée d'autoportrait, bien que la ressemblance ne semble pas convaincante sur tous les points. Le lien avec le thème biblique se faisait principalement sur la base de l'ardoise au mur, sur laquelle l'addition était traditionnellement dressée dans les auberges. Cette interprétation a été étayée par des recherches aux rayons X montrant que la figure féminine jouait initialement d'un instrument de musique, qui à l'époque était le symbole d'une vie pécheresse.

Le Retour du fils prodigue, vers 1668.
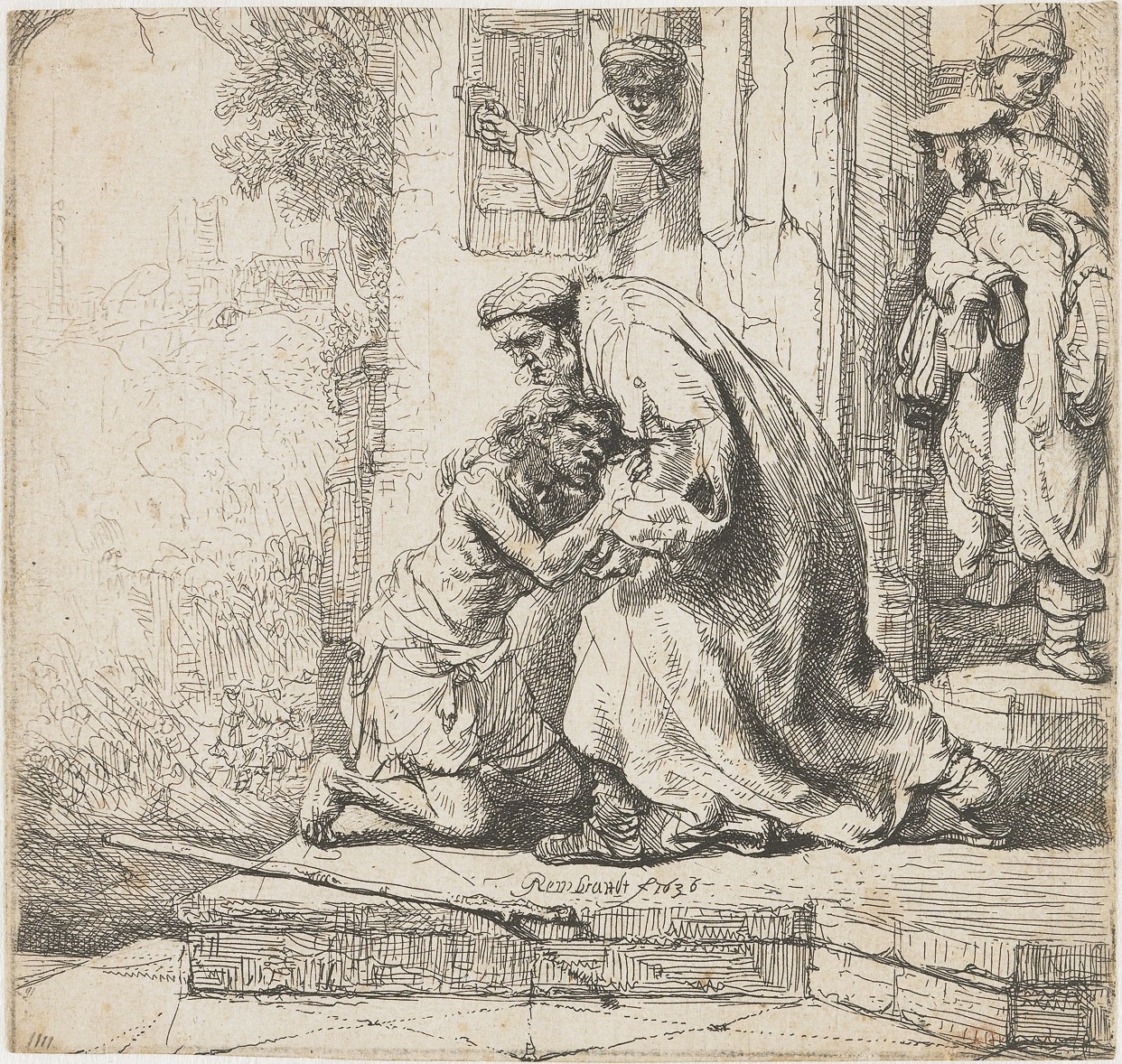
Retour du fils prodigue, 1636.
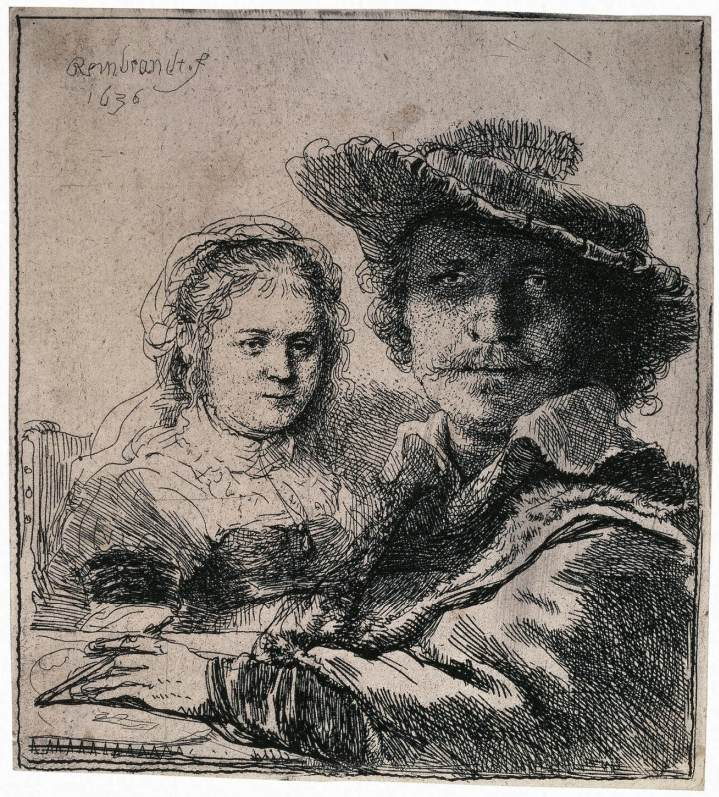
Autoportrait avec Saskia, 1636.

## Analyse
L'élaboration stylistique de l'œuvre est dans le style réaliste-baroque qui caractérise l'œuvre de Rembrandt par excellence, avec une richesse de détails. La caractéristique est l'utilisation du ténébrisme pour mettre encore plus l'accent sur les personnages principaux. La palette de couleurs est uniforme, avec la peinture appliquée en plusieurs couches, avec des pigments supplémentaires tels que les ocres jaunes, le jaune plomb-étain, le rouge alizarine et le bleu smalt. Le fond est uniforme, dans un brun verdâtre.